# Publici Gel·li
Publici Gel·li (en llatí Publicius Gellius) va ser un jurista romà deixeble de Servi Sulpici que va viure al segle i aC.
Probablement era el pretor esmentat com a Publicius que va introduir la famosa clàusula que va donar origen a la Publiciana in rem actio per la qual un posseïdor de bona fe podia adquirir per usucapió una propietat encara que no tingues el dominus ex jure Quirilium. És mencionat al Digest. Un pretor peregrí de nom Quint Publici, que exercia l'any 69 aC, es pensa que podria ser el mateix personatge.